# Вяйнямёйнен (броненосец)
Броненосец береговой обороны «Вяйнямёйнен» (фин. Rannikkopuolustuksen panssarilaiva Väinämöinen), один из последних в мире броненосцев береговой обороны, боевой корабль ВМС Финляндии времён Второй мировой войны, с 22 апреля 1947 года — под наименованием монитор «Выборг» в ВМФ СССР.
Первый корабль в серии из двух броненосцев. Первый в истории надводный боевой корабль с дизель-электрической установкой и газотурбинным наддувом дизелей. Назван в честь героя карело-финского эпоса — первого человека, родившегося сразу после сотворения мира.

## История разработки
После провозглашения независимости в 1918 году Финляндия получила в наследство от Российского Императорского флота значительное количество боевых кораблей (более 200 ед.) — в основном, устаревшие миноносцы, миноноски и различные катера.
Большая их часть была передана РСФСР в 1922—1923 гг. или же продана на слом. Таким образом, финские ВМС нуждались в кардинальном обновлении путём строительства современных боевых кораблей, отвечавших потребностям обороны страны.
Начиная с 1919 года было предложено пять программ строительства флота, и все они были отменены. Когда в 1927 г. в Финляндии состоялись парламентские выборы, вопрос о кораблестроительной программе был поднят вновь. 30 сентября того же года Государственный сейм принял «Морской закон»,
предусматривавший строительство новых боевых кораблей для национального флота. Окончательно программа была оформлена 22 декабря 1927 г. в виде «Закона об основах флота береговой обороны», согласно которому к постройке намечались несколько боевых кораблей, и в том числе — два броненосца береговой обороны водоизмещением по 3800 т и стоимостью по 100 млн марок каждый.
При разработке финских броненосцев конструкторами был учтён опыт других скандинавских стран: сопоставление тактико-технических данных проекта показывает, что они постарались совместить в одном корабле кораблестроительные элементы последнего датского броненосца с вооружением последнего шведского. Например, водоизмещение, скорость хода и размерения «Вяйнямёйнена» (3900 т, 16 узлов и 93x16,4x4,5 м) близки аналогичным характеристикам датского «Нильса Юэля» (3800 т, 16 узлов и 90x16,3х4,7 м). А артиллерийское вооружение (4 — 254-мм и 8 — 105-мм) приблизительно равняется вооружению шведского «Густава V» (4 — 280-мм и 6 — 152-мм). Такое сочетание малого водоизмещения и тяжелого артиллерийского вооружения было обеспечено за счёт бронирования: толщина поясной брони у «Вяйнямёйнена» была всего 55 мм по сравнению с 200 мм датского и шведского прототипов.
В то же время при конструировании финских броненосцев были учтены специфические условия, в которых должны были действовать создаваемые корабли. Так, для работы во льдах Финского залива корпуса броненосцев были надлежаще подкреплены, а их обводам придали ледокольные формы. Для обеспечения высокой маневренности кораблей в условиях сильно изрезанного шхерами побережья традиционные паросиловые установки были заменены дизель-генераторами, которые питали гребные электромоторы: это позволяло в широком диапазоне менять направление и скорость хода без изменения режима работы дизелей.
«Вяйнямёйнен» стал первым в истории надводным боевым кораблем с дизель-электрической установкой и газотурбинным наддувом дизелей.

## Строительство
Парламентский комитет по обороне утвердил «генеральный чертёж» проекта 15 мая 1928 года, после чего приступили к разработке рабочей конструкторской документации.
К концу года министерство обороны приняло решение о строительстве обоих кораблей на отечественном предприятии.

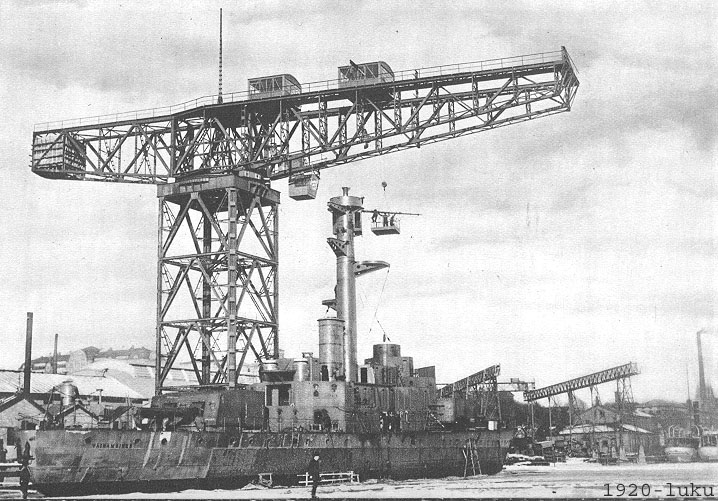
Строительство «Вяйнямёйнена». 1929

Строительство кораблей проекта должно было осуществляться с широкой межгосударственной кооперацией: всё силовое оборудование поставили германские фирмы, вооружение и броню — шведские, датские и английские.
Финские броненосцы проекта «Вяйнямёйнен» были спроектированы немецко-голландской фирмой «Н. В. Инженерсконтор Вор Схепсбаув» (ИвС — Инкавос). Заказ на постройку был размещен на фирме «Крейтон-Вулкан» в Турку (стапельные номера кораблей 705 и 706). Подрядчик обязался построить броненосцы по средней цене 113 495 000 финских марок (что оказалось несколько дороже предложения о строительстве за границей — 109 207 000 марок).
Головной «Вяйнямёйнен» был заложен на стапеле 15 октября 1929 года. Следующий в серии броненосец в честь бога-кузнеца из финского эпоса назвали «Ильмаринен».
Строительство корабля велось весьма быстро: уже через 14 месяцев, 28 декабря 1930 года, его спустили на воду.

Монтаж главных механизмов произвели к 16 мая 1931 года, артиллерийских орудий — к 25 февраля следующего года.

Заводские ходовые испытания закончились 30 июля 1932 года, государственные — 12 сентября, передача флоту состоялась 31 декабря 1932 года.

## Конструкция

### Корпус судна

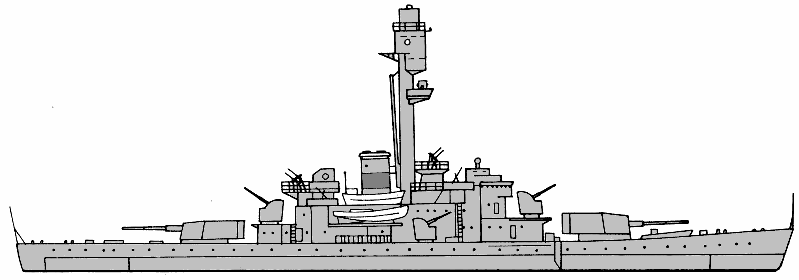
«Вяйнямёйнен». 1940 год

Гладкопалубный клепаный корпус, разделённый на восемь водонепроницаемых отсеков, набранный по поперечной системе и имевший небольшую седловатость, обладал высотой борта на миделе 7,80 м; коэффициент общей полноты составлял 0,580, коэффициент полноты мидель-шпангоута — 0,877, коэффициент полноты ватерлинии — 0,675.
Практически на всей длине корпуса (от кормовой переборки шпилевого отделения до носовой переборки румпельного отделения) имелось второе дно.
Толщина наружной обшивки — 8-10 мм. Главные продольные и поперечные переборки доходили только до главной (2-й) палубы.

### Бронирование
Броневая цитадель, расположенная в районе от 11 до 79 шпангоутов (73,5 % длины по КВЛ), с бортов формировалась 55-мм главным броневым поясом (ГБП), изготовленного из цементированной никелевой брони, которая крепилась к бортовой обшивке корпуса, имевшей толщину 10 мм.
ГБП по высоте перекрывал борт от нижней до главной палубы; до верхней палубы продолжалась 20-мм горизонтальная броня. Траверзные переборки имели толщину 30 мм. Такую же толщину имели и главная (2-я) палуба, настил которой изготавливался из гомогенной брони. Настил верхней палубы состоял из стальных листов толщиной 15 мм и покрывался деревом.
Вертикальные продольные переборки, изготовленные из подкрепленной набором листовой стали толщиной 30 мм, в районе миделя отстояли от борта на 2,7 м и играли роль как противоосколочной (выше третьей палубы), так и противоторпедной (ниже третьей палубы) преграды. Таким образом, район расположения главной энергетической установки (ГЭУ) защищался по традиционной коробчатой схеме продольными переборками (с бортов дополненными 55-мм поясной броней) и главной палубой такой же толщины.
Орудийные башни главного калибра защищались 120-мм наклонными лобовыми плитами, изготовленными из цементированной брони марки К-С, борта и крыша — 75-мм, задняя стенка — 50-мм. Барбеты башен имели толщину 100 мм, стенки боевой рубки — 120 мм, крыша — 75 мм.
Общий вес неподвижных броневых конструкций составлял 836 т, из которых 220 т приходилось на пояс, 205 т — на верхнюю палубу, 185 т — на главную палубу, 175 т — на противоторпедные, 25 т — на траверзные переборки и 26 т — на посты управления огнём и броневые люки.

### Вооружение

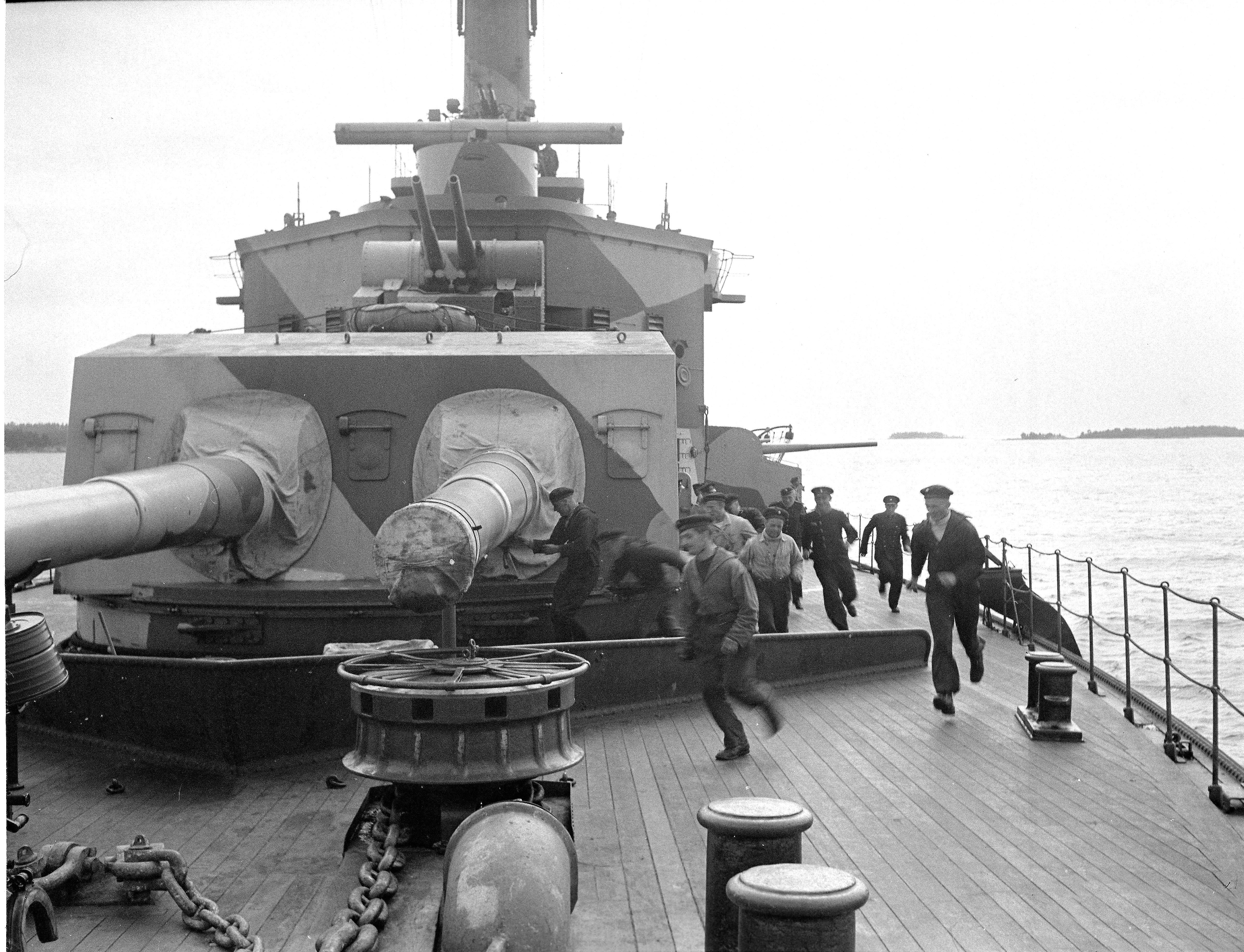
Башня главного калибра с двумя 254-мм орудиями Бофорс. 20 июня 1942 года

Артиллерия главного калибра была представлена 254-мм орудиями Бофорса. Дальность стрельбы — 162 кабельтова (31 км), максимальный угол возвышения 50°, скорострельность — 3 выстрела в минуту, запас — 60 выстрелов на орудие, вес пушки — 37 т, вес установки — 25,4 т, вес снаряда, совместимого с 10-дюймовыми береговыми орудиями системы Бринка обр. 1895 года в 45 калибров на лафете Дурляхера — 255 кг.

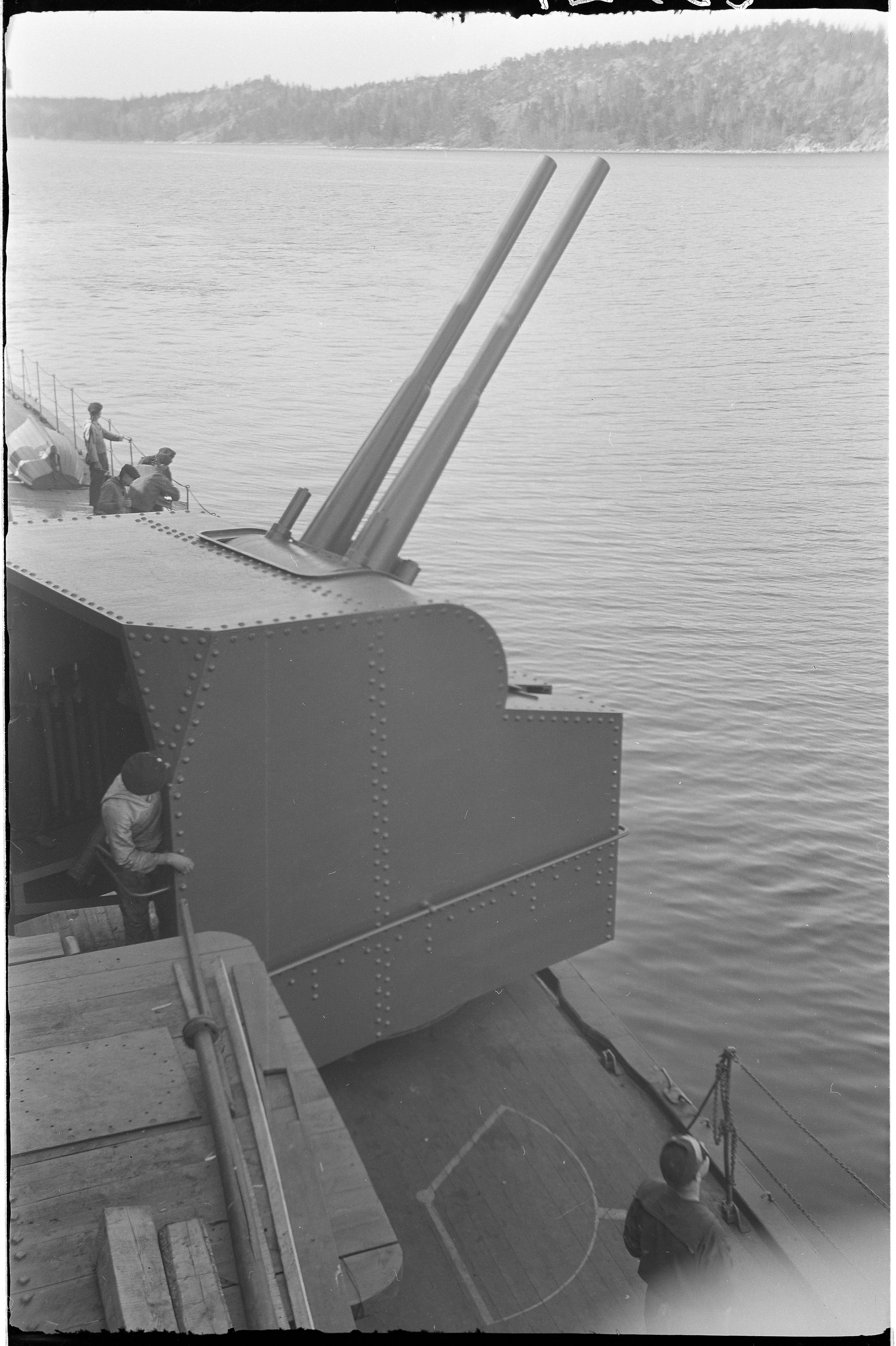
Полубашня зенитного калибра с двумя 105-мм орудиями Бофорс. Май 1944

105-мм орудия Бофорса в четырёх спаренных установках имели угол возвышения 85°, скорострельность — 15 выстрелов в минуту.
Скорострельность малокалиберных зенитных пушек составляла: 40-мм Виккерса — 120 выстрелов в минуту; 20-мм Мадсена — 180 выстрелов в минуту.
Но артиллерия Виккерса оказалась ненадежной, и в июле 1941 года её заменили на четыре 40-мм автомата «Бофорс» (два в двух одиночных установках и два в одной спаренной).
Количество 20-мм орудий «Мадсен» осенью 1944 года было увеличено до 8 единиц.
Первоначально для наведения орудий использовались монокулярные прицелы системы Цейса, а целеуказание выдавалось от двух шестиметровых стереодальномеров той же фирмы. В ходе модернизации 1938 г. на броненосцах установили систему ПУС нидерландской фирмы Haze-Meyer, которая позволяла вести стрельбу на ходу корабля по видимой и временно скрывающейся морской цели, движущейся со скоростью до 40 узлов, а также видимой береговой цели. ЦАП располагался в трюме, его агрегатная — на платформе. Визир центральной наводки установили на грот-мачте, над поворотной площадкой дальномера, на высоте 30,1 м над КВЛ.
Погреба боезапаса главного калибра вмещали 260 выстрелов и размещались в нос и в корму от подбашенных отделений, причем зарядные и снарядные погреба находились на разных уровнях: зарядные — на платформе, а снарядные — в трюме. При подаче боезапаса (каждый ствол обслуживался одним элеватором со скоростью подачи 4,3 выстрела в минуту) погреба изолировались от подбашенных отделений противопожарными крышками.
Для обслуживания каждой башни главного калибра имелись группа управления, группа наведения и группа заряжания. В группу управления входили командир башни — артиллерийский офицер, башенный специалист-артиллерист, мл. артиллерийский офицер и моторист — младший офицер-электрик; в группу наведения входили два отделения — вертикального и горизонтального наведения. В первом имелись два наводчика (дальномерщика) — младших артиллерийских офицера, два матроса-механика и двое установщиков прицела. Во втором находились наводчик — младший артиллерийский офицер и матрос-установщик целика. В заряжающую группу входили двое матросов-артиллеристов, двое заряжающих и два матроса-помощника.

### Энергетическая установка
Четыре дизель-генератора суммарной мощностью 6 тысяч л. с. приводили в действие два гребных электромотора. Танки броненосца вмещали 93 тонны мазута.

### Экипаж
Экипаж корабля насчитывал 330 человек. Статус флагманского корабля увеличивал экипаж до 410 человек.

## Командиры корабля
- Капитан 2 ранга А. Ранинен
- Капитан 3 ранга О. Койвисто
- Капитан 2 ранга Е. Пуккила

## Служба

### Довоенное время
В довоенной биографии «Вяйнямёйнена» имеется один дальний поход — весной 1937 г. корабль ходил в Англию, где в Портсмуте, на Спитхедском рейде, состоялся военно-морской парад по случаю коронации короля Георга VI.

### Советско-финская война
К началу боевых действий советско-финской войны «Вяйнямёйнен» (командир — капитан 2 ранга А. Ранинен) и «Ильмаринен» (капитан 2 ранга Р. Гёранссон) составляли флотилию броненосцев (командующий — капитан 2 ранга Р. Гёранссон). В ходе войны корабли практически не покидали Або-Аландского шхерного района, периодически курсируя между портом Турку (Або) — главной базой флота — и Аландскими островами. Финское командование сильно опасалось высадки советского морского десанта на Аландские острова — в случае возникновения такой ситуации броненосцы должны были воспрепятствовать высадке огнём своей артиллерии.
В дальнейшем оба броненосца, закамуфлированные под снег, стояли у Турку в качестве усиления ПВО города своими 16-ю 105-мм орудиями и малокалиберными автоматами. Только в феврале 1940 года этот город подвергся бомбардировкам 61 раз. Броненосцы потерь не понесли.

### Великая Отечественная война

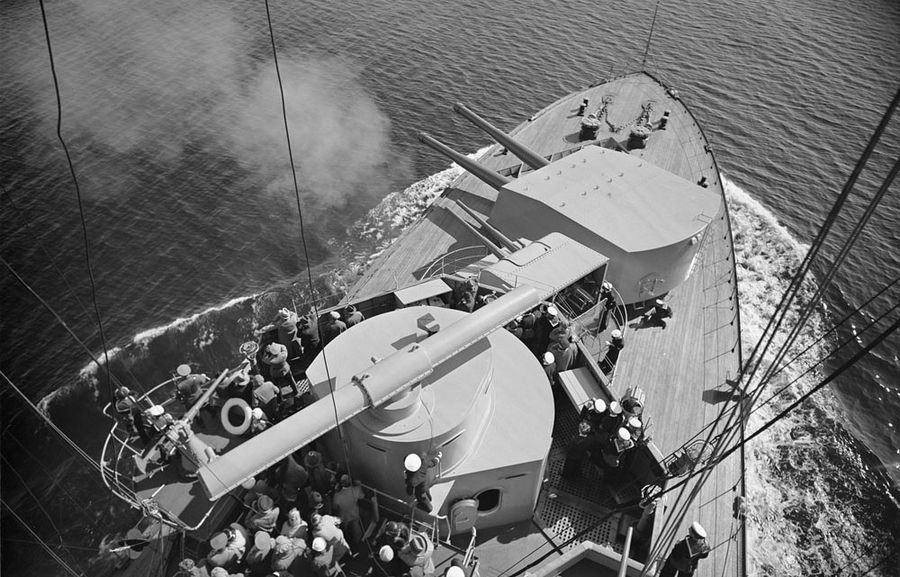
«Вяйнямёйнен» готов к открытию огня

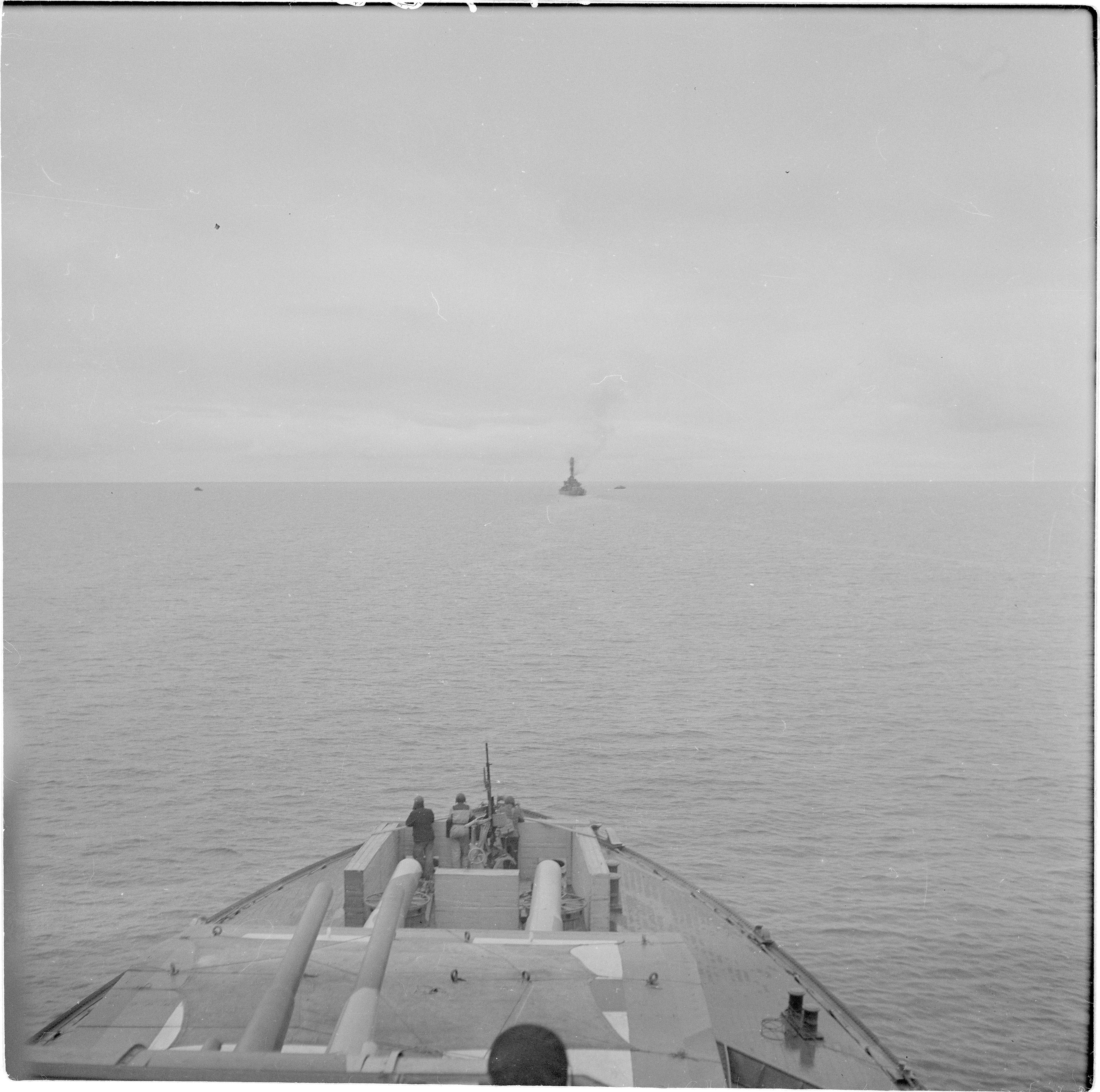
Броненосец 13 сентября 1941 года

Летом 1941 года броненосцы обеспечивали переброску морем войск с материка на Аландские острова. 4 июля, 12 августа и 2 сентября они обстреливали главным калибром советскую военно-морскую базу на полуострове Ханко.
Командир базы генерал С. И. Кабанов так описывал действия финских броненосцев:

Вдруг метрах в пятистах со страшным грохотом и огненной вспышкой рухнул и разлетелся двухэтажный дом — первый этаж был каменный, второй — деревянный.

Стоял дом, и на его месте возникло огромное облако дыма, с неба падают камни, песок, доски, брёвна.

Только спустя мгновение до меня дошёл свист пролетевшего снаряда. Снаряды продолжали падать, удаляясь всё глубже в город.

Взлетел второй дом, загорелся третий, четвёртый — за какие-нибудь пятнадцать минут взорвалось не менее тридцати-сорока снарядов крупного калибра.

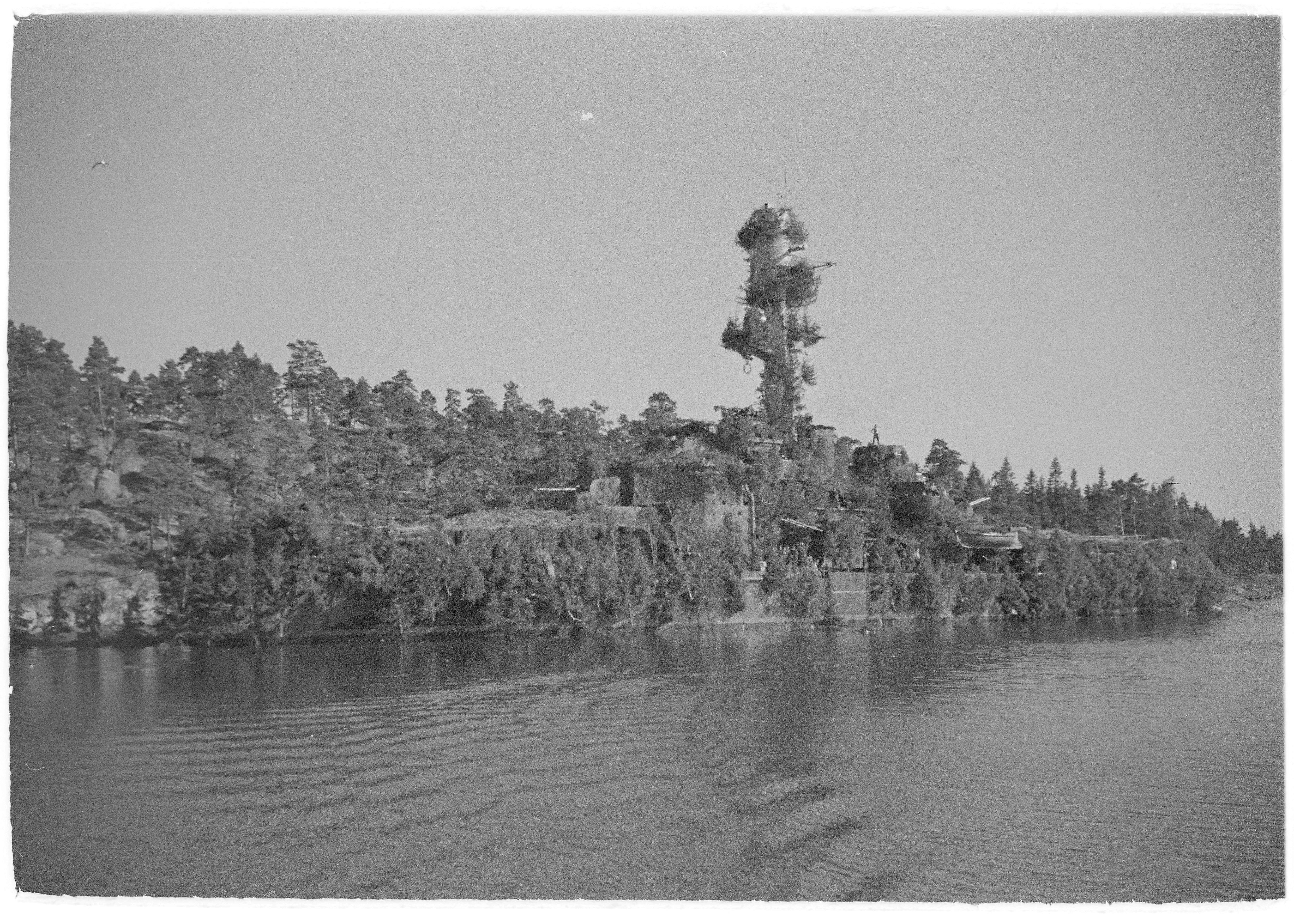
Замаскированный «Вяйнямёйнен». Июль 1944

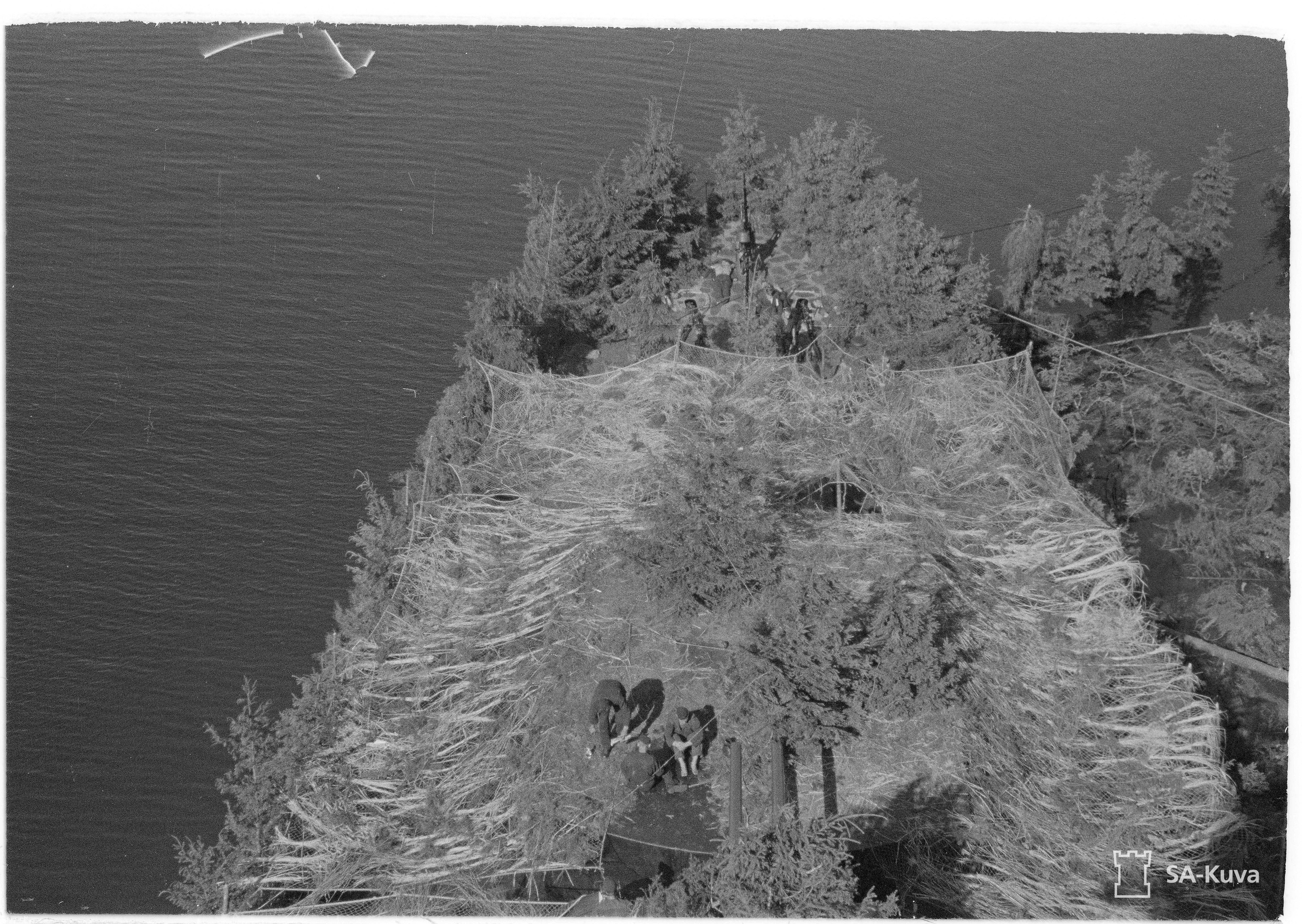
Замаскированный «Вяйнямёйнен». Июль 1944

Всего за время бомбардировок Ханко только один «Вяйнямёйнен» выпустил по базе 160 снарядов главного калибра.
Оставшийся после гибели 13 сентября 1941 года броненосца «Ильмаринен» единственным финским бронированным кораблём, «Вяйнямёйнен» в дальнейшем уже не привлекался к операциям в открытом море.
В 1942—1944 годах корабль составлял основу «Соединения Вяйнямёйнен», действовавшего в прибрежных районах Финского залива, но сам с 1942 по 1944 год находился укрытым и замаскированным в шхерах.

### В советском ВМФ
По условиям Парижского мирного договора, подписанного 10 февраля 1947 года, Финляндия лишалась права иметь в составе своего флота броненосцы, подводные лодки и торпедные катера — все они должны были быть проданы или пойти на слом. Советское правительство решило купить у финнов броненосец, причём финны первоначально запросили 1 млрд 100 млн финских марок (с учётом инфляции), но позже корабль был приобретён всего за 265 млн финских марок.
В конце февраля 1947 года в Кронштадте из личного состава эскадры 8-го ВМФ и Кронштадтского морского района сформировали экипаж для приёма корабля у финнов.
О покупке «Вяйнямёйнена» советской стороной было объявлено 3 марта 1947 года, приёмка корабля в Пансио началась 1 марта и продолжалась до 24-го, когда на корабль прибыл советский командир — капитан 2 ранга Г. П. Негода. 22 апреля броненосец зачислили в списки ВМФ СССР под наименованием «Выборг». Финский военно-морской флаг на корабле спустили 5 июня, тут же подняв советский. 7 июля «Выборг» перешёл в ВМБ Порккала-Удд.
Сохранив свою классификацию, БрБО «Выборг» был зачислен в состав 104-й бригады шхерных кораблей 8-го ВМФ. Будучи отнесённым в феврале 1949 года к классу морских мониторов, «Выборг» вошёл в состав Кронштадтской военно-морской крепости, а с 24 декабря 1955 года — Ленинградской ВМБ.
«Выборг» летом 1947 года принял участие в общефлотских учениях, а 7 ноября он стоял на Невском рейде в Ленинграде вместе с крейсером «Адмирал Макаров» (бывший немецкий крейсер «Nürnberg») — Советский Балтийский флот демонстрировал свои трофеи.
В начале 1952 года «Выборг» встал в ремонт в КМОЛЗ. Осенью того же года было разработано тактико-техническое задание на модернизацию корабля, разработку проекта которой поручили ЦКБ-57. Главным конструктором проекта назначили И. Г. Когана.
В марте 1953 года корабль перевели в Таллин, а 1 января 1954 года на СРЗ № 7 начался средний ремонт, завершившийся только в августе 1957 года. До конца этого и в следующем году «Выборг» служил довольно активно, принимая участие в учениях. Пройдя более двух с половиной тысяч миль, перешёл в Кронштадт, где с января 1959 года был выведен в резерв первой очереди и подвергся частичной консервации. В связи c расформированием 104-й бригады шхерных кораблей его причислили к 190-й бригаде эсминцев, которую практически одновременно преобразовали в 166-ю бригаду резервных и учебных кораблей.
Ещё более пяти лет «Выборг» находился в составе флота — его разоружили и исключили из состава ВМФ СССР 25 февраля 1966 года, а 25 сентября того же года бывший «Вяйнёмяйнен» был передан в Отдел фондового имущества для разделки на металл (было получено около 2700 тонн).

## Действия советских ВВС против «Вяйнямёйнена»

Советский пропагандистский плакат «Потопление финского броненосца Вяйнямейнен», выпущенный после уничтожения «Ниобе»

В истории корабля отдельную страницу представляют многочисленные и безуспешные попытки потопить его силами советской бомбардировочной авиации.
Ещё до начала Зимней войны, 3 ноября 1939 года, нарком Военно-Морского Флота СССР Н. Г. Кузнецов издал для Балтийского флота директиву № 10254сс, один из пунктов которой гласил: «Найти и уничтожить броненосцы береговой обороны Финляндии, не допустив их ухода в Швецию».
Оперативным планом КБФ № 5/оп от 23 ноября 1939 г. финские броненосцы определялись в качестве основной цели для подводных сил и авиации БФ.
В первый день войны, 30 ноября, два звена бомбардировщиков ДБ-3 1-го минно-торпедного авиаполка 8-й бомбардировочной авиабригады вылетели на разведку местоположения броненосцев. Найти их в районе о. Руссало удалось звену майора Е. Н. Преображенского. В результате бомбардировки броненосцы не пострадали.
Вплоть до 19 декабря погодные условия на Балтике исключили всякую возможность действия авиации. Начиная с 19 декабря силами 8-й бомбардировочной авиабригады и 10-й авиабригады ВВС КБФ при поддержке ВВС ЛВО была проведена целая серия бомбардировочных ударов по финским броненосцам:
- 21 февраля 1940 г. — участвовало 24 бомбардировщика ДБ-3
- 26 февраля 1940 г. — участвовало 7 бомбардировщиков ДБ-3 и 12 бомбардировщиков СБ
- 29 февраля 1940 г. — под прикрытием 16 истребителей удар нанесли 9 бомбардировщиков СБ и 5 бомбардировщиков ДБ-3
- 2 марта 1940 г. — под прикрытием 19 истребителей в налёте участвовало 28 бомбардировщиков

Результат всех бомбардировок авиации Балтфлота оказался нулевым — ни одна из почти 63 тонн бомб не попала в цель. Все бомбы падали, как правило, не ближе 50 м от борта броненосцев. Собственные потери в ходе налётов составили три сбитых и девять повреждённых самолётов. Единственный результат, по словам генерала С. Ф. Жаворонкова, заключался в том, что балтийские лётчики «прониклись уважением к финским броненосцам».
Неуязвимость кораблей противника советское командование объясняло чрезвычайно сильным зенитным вооружением и малыми размерами этих кораблей.
Наиболее эффективное оружие морской авиации — торпеды — не могли быть использованы из-за сильного льдообразования и неподходящего рельефа стоянок (шхеры), где укрывались корабли противника. Таким образом, одна из главных задач КБФ в ходе Зимней войны осталась невыполненной.
В начале Великой Отечественной войны финские броненосцы действовали артиллерией против советской военно-морской базы Ханко. В этот период советским командованием предпринималось несколько попыток уничтожить броненосцы (высылалось до 14 самолётов СБ), также безуспешных.
На выполнение задачи по обнаружению и уничтожению «Вяйнямёйнена» были выделены дополнительные силы. По рассказам служившего в разведке Балтийского флота И. А. Быховского, для обнаружения броненосца на территорию Финляндии забрасывались разведывательные группы, одна из которых даже наблюдала его. Но когда к месту стоянки корабля подобрались ближе, оказалось, что это макет.
8 июля 1944 года советская авиаразведка обнаружила крупный военный корабль в финском порту Котка. Хотя на фотографиях не просматривались весьма характерные для броненосца мощные носовая и кормовая двухорудийные башни 254-мм калибра, а также массивная (в виде трубы) мачта, корабль был идентифицирован как «Вяйнямёйнен». После этого, 12 июля 1944 года 30 пикирующих бомбардировщиков Пе-2 из состава 12-го гвардейского пикировочнобомбардировочного полка под командованием Героя Советского Союза гвардии полковника В. И. Ракова нанесли по кораблю удар. Их прикрывали 24 истребителя Як-9. Пикировщики сбросили около 70 бомб ФАБ-500 и ФАБ-100, но ни одна из них не достигла цели.
Следующий удар был спланирован на 16 июля. Предварительно в течение трёх дней назначенные для атаки лётчики тренировались в прицельном бомбометании по точечной цели: вблизи Лужской губы нашли выступающую из-под воды каменистую гряду, которую каждый из них по 5-6 раз бомбил болванками.
На операцию выделили 132 самолёта из состава восьми авиаполков. Всю авиацию свели в две ударные и четыре обеспечивающие группы. В первую ударную группу входили 22 пикирующих бомбардировщика Пе-2 в сопровождении 16 истребителей. Каждый бомбардировщик нес по 2 бомбы ФАБ-250. Группу вёл командир полка полковник В. И. Раков. Вторая ударная группа имела 4 топмачтовика А-20G и 6 истребителей сопровождения. Каждый топмачтовик нёс по 2 бомбы ФАБ-1000. От применения торпед отказались из-за мелководья. Командовал второй группой заместитель командира полка по лётной подготовке майор И. Н. Пономаренко.
Обеспечивающие силы состояли из групп подавления зенитной артиллерии (12 штурмовиков Ил-2 под руководством командира полка Героя Советского Союза подполковника Н. Г. Степаняна), демонстративных действий, расчистки воздуха и разведки.
Бомбовая нагрузка всех самолётов составляла 38 тонн. Командовать всеми группами командующий ВВС БФ генерал-полковник Самохин назначил либо командиров полков, либо их заместителей.
В ходе этой хорошо спланированной операции в цель попало не менее двух бомб ФАБ-250 и не менее двух ФАБ-1000: корабль сначала накренился, потом опрокинулся и вскоре затонул.
Зенитной артиллерией был сбит один топмачтовик, а 4 самолёта получили повреждения и имели потери убитыми и ранеными среди экипажей.
После этого командующий Балтийским флотом адмирал Трибуц получил «Отчёт по операции уничтожения броненосца береговой обороны „Вяйнемяйнен“ в Котка». Трибуц подписал сразу 6 представлений на присвоение звания Героя Советского Союза.
Однако через некоторое время выяснилось, что потоплен был не броненосец «Вяйнямёйнен», а перебазированная в Котку с целью усиления противовоздушной обороны немецкая плавучая батарея ПВО «Ниобе» — бывший голландский бронепалубный крейсер «Гельдерланд» типа «Холланд» 1898 года постройки.
Таким образом, несмотря на затраченные огромные усилия с целью его уничтожить, «Вяйнямёйнен» прошёл Вторую мировую войну практически без потерь.

## Командиры корабля
Финляндия
- Капитан 2-го ранга А. Ранинен
- Капитан 3-го ранга О. Койвисто
- Капитан 2-го ранга Е. Пуккила

СССР
- Капитан 2 ранга Г. П. Негода (22.03.1947—22.02.1948)
- Капитан 2 ранга Н. Н. Ротинов (22.02.1948—15.12.1949)
- Капитан 2 ранга М. А. Вакуленко (15.12.1949—7.08.1952)
- Капитан 3 ранга Г. Г. Борисов (7.08.1952—6.07.1953)
- Капитан 2 ранга В. У. Толстой (6.07.1953—16.12.1954)
- Капитан 2 ранга А. П. Давидюк (16.12.1954—1.10.1957)
- Капитан 2 ранга А. М. Калуги (1.10.1957—7.09.1961)
- Капитан 3 ранга В. Ф. Калинин (7.09.1961—18.10.1963)
- Капитан 2 ранга К. Т. Антоненко (18.10.1963—2.07.1964)
- Капитан 3 ранга Л. В. Кохановский (2.07.1964—18.02.1966)
- Капитан 2 ранга И. Л. Смирнов (18.02.1966—25.07.1966)[6]